# Ngaoundéré 1er
Ngaoundéré 1er (ou Ngaoundéré Ier)  est une commune d'arrondissement de la communauté urbaine de Ngaoundéré, département de la Vina dans la région de l'Adamaoua du Cameroun. La mairie est située dans le quartier Bali, à proximité des bureaux du gouverneur.

## Géographie
L'arrondissement de Ngaoundéré 1er est limité à l'ouest par l'arrondissement de Martap, au sud et à l'est par l'arrondissement de Nyambaka et au nord par l'arrondissement de Ngaoundéré 2ème. Elle couvre une superficie de 1 270 km2,,.

### Climat
Le climat de la commune est de type tropical humide, marqué par des précipitations annuelles moyennes de 1 500 millimètres. Elle bénéficie généralement de 150 jours de pluie chaque année, avec des pics notables durant le mois d'août. Pendant la saison sèche, des alizés frais et secs soufflent du Nord-Est, balayant la commune. En revanche, lors de la saison des pluies, la mousson exerce une influence prédominante, apportant des pluies torrentielles parfois accompagnées de tornades. La température moyenne s'établit autour de 22°C, tandis que les variations de température quotidiennes sont particulièrement marquées durant la saison sèche.

## Histoire
La commune d'arrondissement a été créée par décret présidentiel n° 2007/115 du 23 avril 2007, à la suite de l'éclatement de l'ancienne commune rurale de Ngaoundéré,,.

## Quartiers
À sa création, elle s'étend sur les quartiers et villages suivants, :
- quartier administratif
- Mbideng
- camp fonctionnaire
- Ndelbe I
- Bali
- Ndelbe II
- Boumdjere
- Ndelbe III
- mission catholique
- Gambara II
- Mayo-Djarandi
- Burkina
- Bamyanga I
- Marza I
- Bamyanga II-A
- Marza II
- Bamyanga II-B
- Ngaoundang
- Bamyanga III
- Sioute Bonjong
- Bamyanga - Hamadjangui
- Laïga
- Bamyanga - Pana
- Wakwa
- quartier Lissey
- Mamra
- haut-plateau
- Kantalang
- Beka-Hossere
- Mbikala-Hossere

## Population
Le plan communal de développement de Ngaoundéré 1er, publié en 2013, estime la population à 108 227 personnes. Cette population se caractérise par sa diversité et est constituée en majorité de Peuls, de Mboum, de Dii, de Haoussa et de Gbaya qui cohabitent avec certains peuples venus d'autres parties de la région, mais également d'autres parties du pays (Bamiléké, Béti, Toupouri, Moundang, Laka, arabes choa, Bornoua...). On y retrouve également des ressortissants de pays étrangers tels que le Tchad, le Sénégal, le Mali, la Côte d'Ivoire, la République centrafricaine, le Niger, le Nigeria, etc.
Les religions dominantes sont l'islam et le christianisme.

## Économie
L'activité économique de la commune de Ngaoundéré 1er est diversifiée, principalement centrée sur l'agriculture, l'élevage, le petit commerce et le transport. L'économie est axée autour de trois secteurs principaux :
- le secteur primaire, dominé par l'agriculture et l'élevage. Il inclut de petits producteurs agricoles qui vendent des produits comme la pomme de terre, l'arachide, le maïs et d'autres produits maraîchers. L'élevage est souvent traditionnel et pratiqué par des hommes, des femmes et des jeunes. Les marchés périodiques de la commune (Bantaï et Bamyanga) sont principalement concentrés en zone urbaine.
- Secteur secondaire : bien qu'il n'y ait pas d'industries formelles dans la commune, le secteur informel est bien développé et absorbe une grande partie de la main d'œuvre, notamment les jeunes au chômage. Les activités industrielles se limitent à quelques boutiques et grandes surfaces en centre-ville.
- Secteur tertiaire : il regroupe des activités non agricoles ni industrielles. On y trouve des banques, des institutions de microfinance, des établissements d'assurance, et des entreprises de transport (motos-taxis, taxis-urbains et agences de voyages). Le transport est un secteur clé, en particulier pour l'emploi des jeunes.

## Structures administratives
La commune d'arrondissement de Ngaoundéré I est dirigée par un maire,.
| Période   | Nom et prénoms | Parti politique |
| --------- | -------------- | --------------- |
| 2020-     | Bobbo SALIHOU  | UNDP            |
| 2013-2019 | Bobbo SALIHOU  | UNDP            |
| 2008-2013 | Bobbo SALIHOU  | UNDP            |

| Période       | Nom et prénoms |
| ------------- | -------------- |
| 2013-         | Mme DJEINABOU  |
| jusqu'en 2013 | Mme RASSIDATOU |

| Période   | N° | Nom et prénoms    | Parti |
| --------- | -- | ----------------- | ----- |
| 2020-     | A1 | YAYA IBRAHIMA     | UNDP  |
|           | A2 | Mme Esther ADAMOU |       |
| 2013-2020 | A1 | YAYA IBRAHIMA     | UNDP  |
|           | A2 | OUMAR DIALLO      |       |

| Période       | Nom et prénoms                  |
| ------------- | ------------------------------- |
| 2023-         | Gustave Patrick MBIAKALE MADOLA |
| 2020-2023     | Samuel MENEBO                   |
| 2017-2020     | David Dabor DIBANGO             |
| 2013-2017     | Boniface TENE                   |
| jusqu'en 2013 | David KOUAM                     |
| depuis 2006   | Fritz DIKOSSO SEME              |
| depuis 2006   | Martin LOCKO MOUTASSI           |
| depuis 2001   | AKWE Félix NZEME                |
| jusqu'en 2002 | Armand Blaise SOUA              |

## Sports
Les infrastructures sportives de la commune sont :
- le stade Ndoumbe Oumar,
- le terrain Bitcou,
- le terrain Sabbal.